# Världscupen i skidorientering
Världscupen i skidorientering arrangeras av IOF. Premiären var 1989, sedan tävlade man vartannat år fram till och med 1999; därefter hölls tävlingar åren 2000, 2001, 2003 och 2006, och från och med 2007/2008 tävlas det varje år.

## Slutsegrare

### Herrar
| Säsong    | Etta               | Tvåa             | Trea              | Noterbart |
| --------- | ------------------ | ---------------- | ----------------- | --------- |
| 1989      | Vidar Benjaminsen  | Stig Mattson     | Anssi Juutilainen |           |
| 1991      | Anssi Juutilainen  | Bo Engdahl       | Vidar Benjaminsen |           |
| 1993      | Vidar Benjaminsen  | Lars Lystad      | Harald Svergja    |           |
| 1995      | Vesa Mäkipää       | Raino Pesu       | Vidar Benjaminsen |           |
| 1997      | Vesa Mäkipää       | Pekka Varis      | Bertil Nordqvist  |           |
| 1999      | Raino Pesu         | Björn Lans       | Bertil Nordqvist  |           |
| 2000      | Eduard Chrennikov  | Andrei Gruzdev   | Jukka Lanki       |           |
| 2001      | Matti Keskinarkaus | Jukka Lanki      | Eduard Chrennikov |           |
| 2003      | Eduard Chrennikov  | Bertil Nordqvist | Arto Lilja        |           |
| 2006      | Eduard Chrennikov  | Tomas Löfgren    | Staffan Tunis     |           |
| 2007/2008 | Erik Rost          | Peter Arnesson   | Andrei Lamov      |           |
| 2009/2010 | Eduard Chrennikov  | Staffan Tunis    | Andrej Grigoriev  |           |
| 2011/2012 | Staffan Tunis      | Peter Arnesson   | Andrej Grigoriev  |           |

### Damer
| Säsong    | Etta                         | Tvåa               | Trea                         | Noterbart |
| --------- | ---------------------------- | ------------------ | ---------------------------- | --------- |
| 1989      | Virpi Juutilainen            | Ragnhild Bratberg  | Ann Charlotte Karlsson       |           |
| 1991      | Arja Hannus                  | Annika Zell        | Virpi Juutilainen            |           |
| 1993      | Arja Nuolioja                | Riitta Karjalainen | Hilde Gjermundshaug Pedersen |           |
| 1995      | Arja Nuolioja                | Lena Hasselström   | Hilde Gjermundshaug Pedersen |           |
| 1997      | Hilde Gjermundshaug Pedersen | Liisa Anttila      | Terhi Holster                |           |
| 1999      | Arja Hannus                  | Lena Hasselström   | Annika Zell                  |           |
| 2000      | Lena Hasselström             | Annika Zell        | Arja Hannus                  |           |
| 2001      | Lena Hasselström             | Tatjana Vlasova    | Stine Hjermstad Kirkevik     |           |
| 2003      | Natalja Tomilova             | Tatjana Vlasova    | Stina Grenholm               |           |
| 2006      | Stine Hjermstad Kirkevik     | Tatjana Vlasova    | Marie Lund                   |           |
| 2007/2008 | Tatjana Vlasova              | Liisa Anttila      | Olga Sjevtjenko              |           |
| 2009/2010 | Natalja Tomilova             | Marte Reenaas      | Olga Novikova                |           |
| 2011/2012 | Josefine Engström            | Tove Alexandersson | Polina Malchikova            |           |

### Fotnoter
1. ↑  ”World Ski Orienteering Championships” (på engelska). Internationella orienteringsförbundet. Arkiverad från originalet den 12 augusti 2012. https://www.webcitation.org/69s853ERf?url=http://orienteering.org/calendarresults/ski-orienteering/world-cup/. Läst 12 november 2015.